# 福原元勝
福原 元勝（ふくばら もとかつ）は、戦国時代の武将。毛利氏家臣。父は福原氏9代当主の福原貞俊。兄に福原氏10代当主の福原広俊、弟に福原俊秋がいる。毛利元就の母方の従兄弟にあたる。

## 生涯
毛利氏庶流の福原氏9代当主・福原貞俊の次男として生まれる。
享禄5年（1532年）7月13日に毛利氏の家臣団32名が、互いの利害調整を毛利元就に要請した連署起請文において、元勝は4番目に「福原中務少輔元勝」と署名している。
天文13年（1544年）7月、尼子晴久は尼子国久とその子である誠久、敬久を総大将として備後国に侵攻し三吉広高を攻撃した。元就は元勝の甥にあたる福原貞俊と児玉就忠を大将とし、元勝、粟屋元堅、粟屋元良、井上光利、長屋吉親ら1000余を援軍として派遣。備後国の国人である上山広信もこれに加わった。
しかし、同年7月28日、備後国双三郡布野において牛尾幸清や平野又右衛門らが率いる尼子軍と合戦するも大敗（布野崩れ）。この敗戦で福原貞俊と児玉就忠は重傷を負い、粟屋元堅、粟屋元良、井上光利、長屋吉親、荘俊正、上山広信らが戦死した。そして、元勝もこの戦いで壮烈な戦死を遂げている。
子の福原元時が後を継いだ。